# Judith Kiros
Judith Eden Mikaela Tesfaye Kiros, född 13 juli 1989, är en svensk poet, journalist och doktorand i engelsk litteratur vid Karlstads universitet.
Hon var en av grundarna till den antirasistiska och feministiska plattformen Rummet som grundades 2013. Hon gjorde podcasten Hämndens timme med Mireya Echeverría Quezada på Expressen 2014–2015. 2015 gav Ordfront förlag ut antologin Rummet där Kiros är en av författarna. Hennes texter finns även med i den utgivna boken Bildning: då, nu och sen.
2016 sändes programserien Svensk slavhandel på Sveriges Television och Sveriges utbildningsradio där Judith reste till Saint-Barthélemy för att se spåren efter Sveriges koloniala historia. 2017 var hon programledare för Utbildningsradions program Nationen.
2016 blev Kiros en del av tidningen Flamman:s ledarredaktion. Hon är en av grundarna av Kontext Press, som är en tvärmedial plattform för eftertänksam journalistik och kritisk underhållning som startades 2019.
2019 debuterade Kiros med O, en blandning av essä och poesi, där hon undersöker svarthet och feminism utifrån William Shakespeares Othello. O nominerades till Borås Tidnings Debutantpris och Författarförbundets Katapultpris. Det röda är det gränslösa nominerades till litteraturpriset Prisma i kategorin "Årets diktsamling".

## Utbildning
Kiros har studerat i London. Hon har gått författarutbildningen på Biskops Arnö och på Valand vid Göteborgs universitet och på Viktor Rydbergs gymnasium. 

## Priser och utmärkelser
- 2023 – Mare Kandre-priset
- 2023 – Svenska Dagbladets litteraturpris för diktsamlingen Det röda är det gränslösa
- 2024 – Sveriges Radios lyrikpris för diktsamlingen Det röda är det gränslösa